# エクスメディア
株式会社エクスメディア（X-media Corp.）は、東京都中央区にかつて存在したIT関連書籍を主力とする出版社である。フルカラーパソコン解説書「超図解シリーズ」で知られていた。

## 沿革
- 1993年3月 - パソコン関連書籍の編集を開始する。
- 1994年2月 - 東京都新宿区四谷にて会社設立（法人化）。当時は出版社としての機能はなく、自社で編集した書籍をソフトバンク（現在、出版部門はSBクリエイティブへ分社）などから発売していた。
- 1996年10月 - フルカラーパソコン解説書「超図解 一太郎7」を皮切りに自社出版を開始。
- 2007年10月31日 - 東京地方裁判所へ自己破産の申請を行う。負債額は11億円。[1]

## エクスメディア書籍宅配サービス
- インターネットで注文する方法 - エクスメディアでは、同社websiteに「書籍注文フォーム」を用意しており、通信販売で購入することができた。また、FAXで注文することもできた。同社書籍が書店でみつからない場合や、サンプルファイルを収録したCD-ROMやフロッピーディスク購入希望者は、エクスメディア書籍宅配サービスの利用が推奨されていた。サンプルファイルの価格は、メディアや書籍により変わるため、事前の問合せが必要であった。Photoshop関連書籍のサンプルファイルについては、同社ホームページからのダウンロードサービスのみの対応であった。

- インターネットで注文する方法 - 専用FAX番号が設定されており、下記の内容をエクスメディアまで送信することで注文することができた。
  - 希望書籍名・冊数、またはサンプルファイル書籍名
  - 氏名
  - 郵便番号・住所
  - 電話番号・FAX番号
  - 送金金額（送料込み）
  - 送金方法（銀行振込・郵便振替）
    - 振込先口座として、銀行と郵便貯金の口座番号が設定されていた。（振込手数料は購入者負担とされた。）
    - 特に急ぐ場合には、電話連絡の上で振り込むか、カード決済が推奨されていた。
    - 発送は宅配便とされ、入金確認後2日で購入者に届くとされた。代金引換も可能であったが、代金引換手数料400円が必要であった。
    - 離島・沖縄など一部遠隔地へは、送料（370円）の他に遠隔地料金（中継料）がかかる場合があったため、必ず事前に問い合わせる必要があった。また、購入者到着に数日を要する場合があり、また、代金引換にも対応しなかった。

- X-media Club

エクスメディアでは、クレジットカードによる同社書籍購入者に会員番号を発行し、それ以降、会員番号のみで書籍を購入できるサービスを企画していたが、実現したかどうかは不明。

## インターネットサポート
エクスメディアのホームページでは、全ての書籍を紹介していた。書店に書籍が無い等の場合に内容確認に利用すると便利であった。また、一部を除き書籍内で利用したサンプルデータがアップロードされていたので、書籍と同様の操作を試したい時などに利用することが出来た。
「ご意見箱」が用意されており、書籍に関する質問等がある場合には、メールを送ると、専門のスタッフによるきめ細かいサポートを受けることができるとされていた。
- 今月の新刊 - 書籍の最新刊の内容について、詳しい情報を得ることができた。目次や索引、ページのサンプルなどが掲載されていた。最新刊がどんな内容であるかを知る上でのガイドとなっていた。

- ダウンロードページ - 書籍内で使用されたサンプルデータをダウンロードできた（一部例外を除く）。書籍に掲載されているものと全く同じデータを使い、書籍購入者自身のパソコンで実際に同じ手順で操作することで、「機能を理解するスピードが全然違う」とされていた。

- 既刊書紹介 - エクスメディアが制作した全ての書籍の内容を参照することができた。「シリーズ別リスト」、「内容別リスト」、「出版社別リスト」の3つの分類項目から、目的の書籍を確実に探しだすことが出来るとされた。

- 書籍FAQ - 読者アンケートハガキや、「ご意見箱」に寄せられた数多くの質問の中から、頻繁に尋ねられる質問に関する回答を掲載していた。

- 内容訂正 - エクスメディアは、細心の注意を払って原稿の校正と修正を重ね、よりクオリティの高い書籍を製作することに日夜努力していたが、記述に誤りが発見された場合には、このコーナーに掲載していた。掲載は「版ごと」になされていた。

- ご意見箱 - 各コーナーに関する意見や感想、質問をこのコーナーにて受け付けていた。また、ホームページだけでなく、書籍に関する声も受け付けていた。

## X-media Club
エクスメディアでは、クレジットカードで同社書籍を購入した顧客に会員番号を発行し、それ以降、会員番号のみで書籍を購入できる新サービスを企画していたが、実現したかどうかは不明。

## シンボルマーク
エクスメディアのシンボルマークは、人にやさしく情報を伝える「情報デザイン企業」という企業理念をビジュアライズしたもので、社名のイニシャルである、未知数「X」をモチーフにデザインされていた。正方形の対角線上に、ラインを交差させることで「X」を表現していた。このX-ラインは、情報そのものを意味しており、複数のラインがクロスするところは、エクスメディアとユーザーの出会いのときめきと、信頼のコミュニケーションを表しているとされた。また、X-ラインは、常に新しいメディアを切り開く先進性と創造力、そして知的でダイナミックな行動力という企業姿勢を表すとされた。背景の手書きのレインボーカラー（手書き）は、事業イメージの広がりと、豊かな夢とロマンを表現したものとされ、ユーザーに対して発信する情報コンテンツそのものに活力があり、楽しさと親しみやすさ、わかりやすさを持ったヒューマンなものでありたいと願い気持ちを表すものとされた。

## 主な刊行物
- 自社出版以前
  - SUPER BOOKシリーズ、使えるシリーズ（ソフトバンク刊）
  - SUPER MASTERシリーズ（トッパン刊）
- 自社出版以降
  - 超図解シリーズ - フルカラーで分かりやすく解説したパソコン解説書の草分け的存在である。派生シリーズに初心者向けの「超図解わかりやすい」シリーズやB6変判の「超図解mini」、ビジネス書の「超図解ビジネス」などがある。
    - 超図解 一太郎7
    - 超図解 WINDOWS 95 基礎編
    - 超図解 WINDOWS 95 ネットワーク編
    - 超図解 WORD 95
    - 超図解 EXCEL 95
    - 超図解 ACCESS 95
    - 超図解 一太郎 7 応用編
    - 超図解 EXCEL 95 グラフ編
    - 超図解 EXCEL 95 関数編
    - 超図解 WINDOWS 95 基礎編 改訂版
    - 超図解 WORD 97 基礎編
    - 超図解 EXCEL 97 基礎編
    - 超図解 WINDOWS 95 ネットワーク編 改訂版
    - 超図解 一太郎8 基礎編
    - 超図解 Lotus 1－2－3 97 基礎編
    - 超図解 ACCESS 97 基礎編
    - 超図解 PowerPoint 97
    - 超図解 一太郎8 応用編
    - 超図解 EXCEL 97 応用編
    - 超図解 WORD 97 応用編
    - 超図解 ACCESS 97 クエリー&応用編
    - 超図解 EXCEL 97 グラフ編
    - 超図解 EXCEL 97 関数編
    - 超図解 Lotus 1-2-3 応用編
    - 超図解 Netscape Communicator 4.0 for Windows 95
    - 超図解 パソコン入門2 Windows 95編
    - 超図解 MacOS8
    - 超図解 Internet Explorer 4.0 for Windows 95
    - 超図解 WINDOWS 95 基礎編 IE4.0対応版
    - 超図解 インターネット入門 WINDOWS 95編
    - 超図解 パソコン入門3 WINDOWS 95 IE4.0編
    - 超図解 グラフィックス入門 Macintosh編
    - 超図解 インターネット入門 Macintosh編
    - 超図解 WINDOWS 98 プレスリリース版
    - 超図解 Lotus 1-2-3 98
    - 超図解 Windows98
    - 超図解 WORD 98 for Windows 98
    - 超図解 Outlook 98 for Windows 98
    - 超図解 Windows 98 のりかえ版
    - 超図解 Excel 98 Macintosh Edition
    - 超図解 WORD 98 Macintosh Edition
    - 超図解 一太郎9
    - 超図解 EXCEL 97 for Windows 98
    - 超図解 MAC OS 8.5
    - 超図解 Internet Explorer 4.0 for Windows 95/98
    - 超図解 インターネット入門　Windows 98編
    - 超図解 PostPet2001
    - 超図解 インターネット入門 Macintosh IE 4.5編
    - 超図解 Internet Explorer 5 for Windows 95/98
    - 超図解 インターネット入門　Windows 98 IE5編
    - 超図解 Word 2000 for Windows 基礎編
    - 超図解 Excel 2000 for Windows 基礎編
    - 超図解 Access 2000 for Windows 基礎編
    - 超図解 Excel 2000 for Windows 関数編
    - 超図解 Word 2000 for Windows 応用編
    - 超図解 Excel 2000 for Windows 応用編
    - 超図解 Access 2000 for Windows クエリ&応用編

  - 超図解 PLUSシリーズ
    - 超図解 PLUS パソコンを楽しく使う本　Windows編 1999年度版
    - 超図解 PLUS　定番ホームページ詳解800選　エンターテイメント編 1999年度版
    - 超図解 PLUS　定番ホームページ詳解800選　インフォメーション編 1999年度版　
    - 超図解 PLUS　iMacを楽しく使う本 1999年度版

  - ポケマス（POCKET MASTER）シリーズ
    - Windows CE POCKET MASTER
    - パソコン用語入門 POCKET MASTER
    - Windows CE 2.0 POCKET MASTER
    - EXCEL 97 関数 POCKET MASTER

  - MENU MASTERシリーズ
    - Illustrator 7.0J MENU MASTER for Windows 95
    - Photoshop 4.0J MENU MASTER for Windows 95
    - Illustrator 7.0J MENU MASTER for Macintosh
    - Photoshop 4.0J MENU MASTER for Macintosh
    - Photoshop 5.0 for Windows 98 MENU MASTER
    - Photoshop 5.0 for Macintosh MENU MASTER
    - Illustrator 8.0 for Windows MENU MASTER
    - Illustrator 8.0 for Macintosh MENU MASTER

  - SUPER MASTERシリーズ
    - EXCEL 97 VBA For Windows 95 SUPER MASTER
    - Windows 98 SUPER MASTER
    - EXCEL 関数活用 SUPER MASTER

  - ROM BOXシリーズ
    - 最高のオンラインソフトを知る・使う　Best1000 for Windows
    - 最高の料理を食べる・つくる パスタ編
    - 最高の料理を食べる・つくる カレー編

  - 贅沢なホテルに丸得価格で泊まるためのガイドブックシリーズ
    - 贅沢なホテルに丸得価格で泊まるためのガイドブック ヨーロッパ編 1999-2000年版
    - 贅沢なホテルに丸得価格で泊まるためのガイドブック 北中南米編 1999-2000年版
    - 贅沢なホテルに丸得価格で泊まるためのガイドブック アジア・アフリカ・オセアニア編 1999-2000年版